# Čeng Š’
Čeng Š’ (čínsky pchin-jinem Zhèng Shì, znaky zjednodušené 郑氏, tradiční 鄭氏; 1775–1844) byla čínská pirátka. Velela více než 300 džunkám a její jednotky měly odhadem 20 až 40 tisíc mužů, žen a dokonce i dětí. Je považována za nejúspěšnější ženskou pirátku historie, za jednoho z nejúspěšnějších pirátů vůbec a patří k malému počtu pirátských velitelů, kterým se podařilo svého řemesla zanechat.
Narodila se jako Š’ Siang-ku (石香姑) a svou kariéru zahájila jako prostitutka v Kantonu. Byla unesena piráty a jejich velitel Čeng I si ji vzal za manželku. Po manželově smrti roku 1807 se jí podařilo převzít v jeho „Flotile červeného praporu“ rozhodující moc. Pirátům pod svým vedením dala přísný zákoník, což z jejích oddílů učinilo sílu, kterou nedokázala potlačit žádné z mocností operujících na jihu Číny, Portugalci, Číňané ani Britové. Čeng Š’ tak ovládla pobřeží od Macaa po Kanton a její piráti vyloupili nebo zdanili mnoho tamních obcí.
Když čínská vláda roku 1810 vyhlásila amnestii pro piráty, Čeng Š’ ji přijala, ponechala si svůj lup a otevřela si hernu.